# Monolepta khasiensis
Monolepta khasiensis is een keversoort uit de familie bladkevers (Chrysomelidae). De wetenschappelijke naam van de soort werd in 1916 gepubliceerd door Julius Weise.